# Цвик Степан Степанович
Степан Степанович Цвик (1 серпня 1926, Адамівка — 5 вересня 2006) — радянський офіцер-танкіст, учасник придушення угорського повстання 1956 року, Герой Радянського Союзу, полковник.

## Біографія
Народився 1 серпня 1926 року в селі Адамівці (нині Жашківського району Черкаської області) в селянській родині. Українець. Закінчив 10 класів школи.
В Червоній армії з листопада 1943 року. Учасник німецько-радянської війни, воював на 1-му Прибалтійському фронті.
У 1952 році закінчив Саратовське танкове училище. Служив у 71-му гвардійському танковому полку 33-й гвардійської механізованої дивізії, що входила до складу Окремою механізованої армії радянських військ, дислокованої на території Румунії.
На посаді командира танкового взводу в жовтні 1956 року в складі свого полку був введений на територію Угорщини і брав участь в придушенні угорського повстання. За мужність і героїзм, проявлені при виконанні військового обов'язку, Указом Президії Верховної Ради СРСР від 18 грудня 1956 року лейтенанту Цвику Степану Степановичу присвоєно звання Героя Радянського Союзу з врученням ордена Леніна і медалі «Золота Зірка» (№ 10 814).
Член КПРС з 1958 року. У 1961 році закінчив Курси удосконалення офіцерського складу. З 1966 року — військовий комісар Балтського району Одеської області Української РСР. З вересня 1976 підполковник С. С. Цвик — в запасі.
Жив у селищі міського типу Горностаївці Херсонської області. Працював керівником військової підготовки в середній школі № 1. Помер 5 вересня 2006 року. Похований у Горностаївці.

## Нагороди
Нагороджений орденами Леніна (18 грудня 1956; № 278 457), Вітчизняної війни 1-го ступеня (11 березня 1985), медалями.

## Вшанування пам'яті
Іменем Степана Цвика у 2012 році названа Горностаївська середня школа № 1 в якій відкрито музею Героя.